# Carnival Corporation & plc

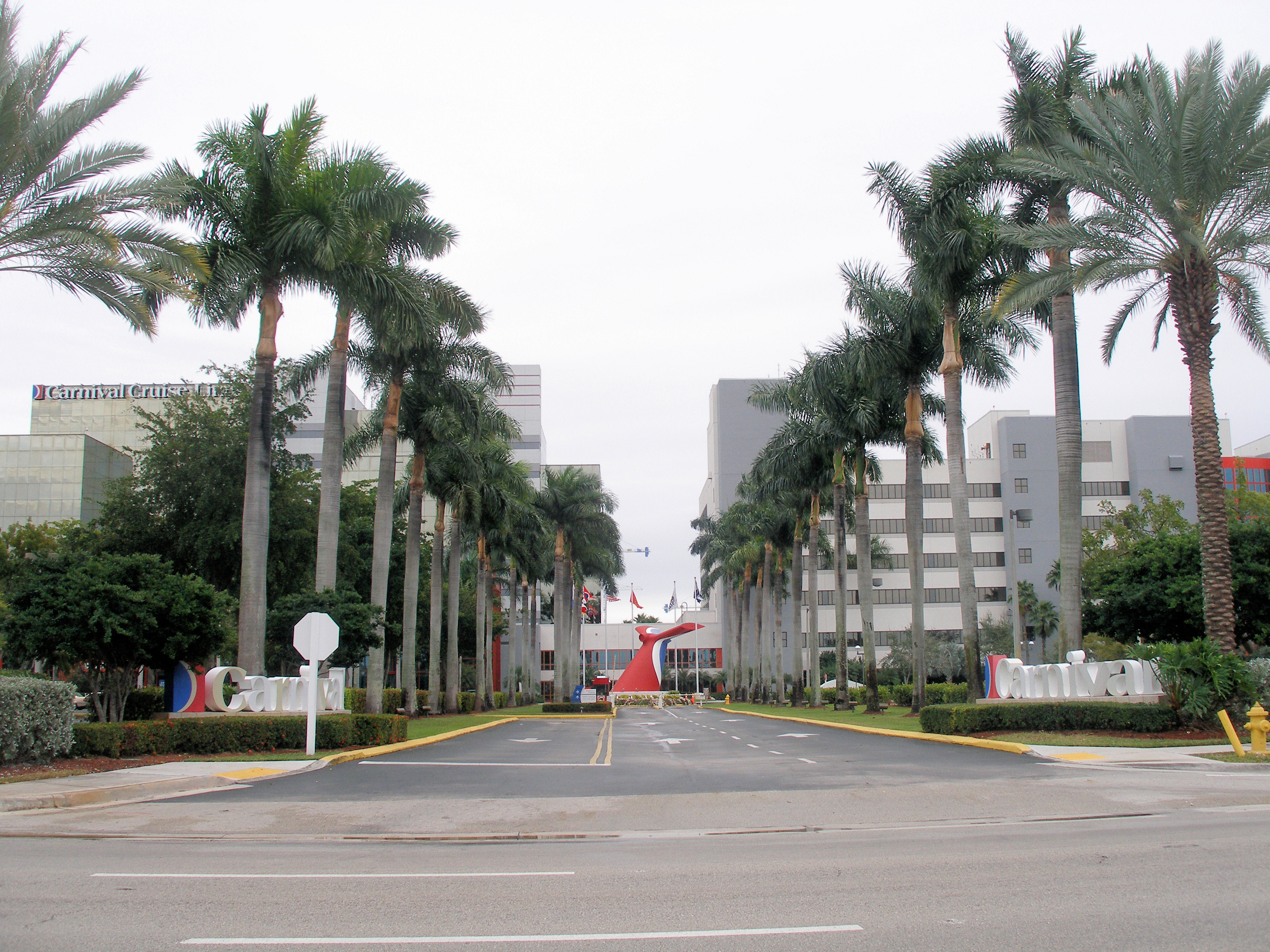
Konzernzentrale in Doral, Florida

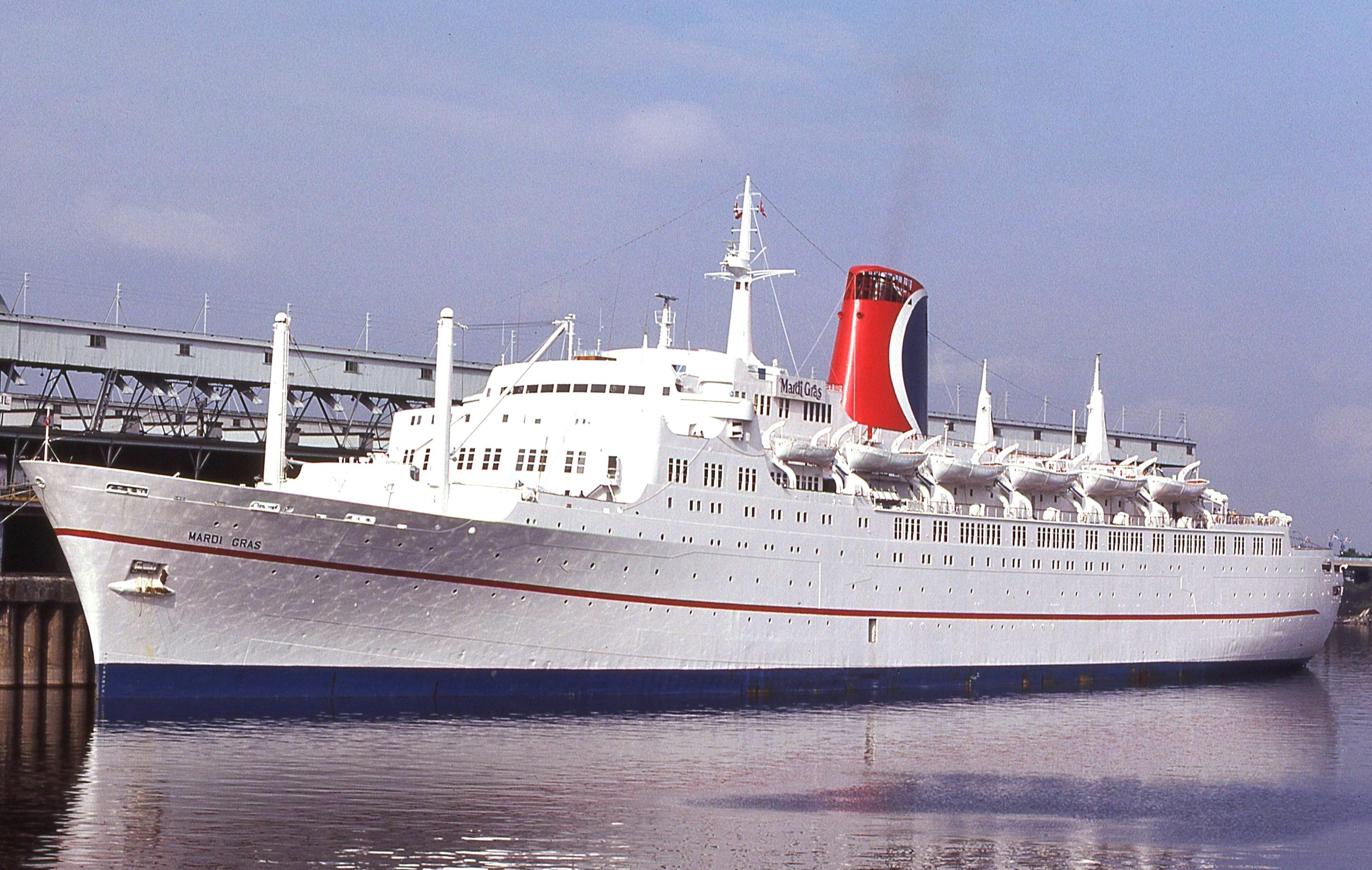
Mardi Gras, das erste Schiff der Carnival Cruise Line

Die britisch-US-amerikanische Carnival Corporation & plc ist das größte Kreuzfahrtunternehmen der Welt. Unter seinen Marken AIDA Cruises, Carnival Cruise Line, Costa Crociere, Cunard Line, Holland-America Line, P&O Cruises, Princess Cruises und Seabourn Cruise Line betreibt es weltweit rund 90 Schiffe (Stand: Februar 2023). Die Hauptverwaltung befindet sich in Miami, Florida, in den Vereinigten Staaten von Amerika.
Die im Jahr 1972 gegründete Carnival Cruise Line firmierte 1993 in Carnival Corporation um. Im April 2003 legte sie ihr Geschäft mit der Kreuzfahrtsparte der ehemaligen Peninsular and Oriental Steam Navigation Company zusammen, die ihren Namen deshalb von zuletzt P&O Princess Cruises plc zu Carnival plc änderte. Seither bilden die in Panama registrierte und an der New Yorker Börse gehandelte Carnival Corporation und die in London gehandelte Carnival plc mit Sitz im britischen Southampton eine Dual-listed Company unter dem Namen Carnival Corporation & plc.

## Geschichte

### Anfangsjahre
Der Unternehmer Ted Arison gründete 1972 die Carnival Cruise Line als Tochtergesellschaft des American International Travel Service (AITS) aus Boston und kaufte die Gesellschaft 1974 für 1 USD sowie Übernahme von 5 Mio. USD an Schulden von der AITS.

### 1980er und 1990er
Als Arison 1987 erstmals etwa 20 % seiner Anteile an die Börse brachte, war das Unternehmen bereits einer der bekanntesten Kreuzfahrtveranstalter der Welt. Mithilfe des Erlöses aus dem Börsengang expandierte die Gesellschaft durch eine Reihe von Zukäufen. Zwar scheiterte 1988 die feindliche Übernahme des größten Konkurrenten, der Royal Caribbean Cruise Line, praktisch im letzten Moment, stattdessen erwarb man aber 1989 die Betreibergesellschaft der Holland America Line, und mit ihr die Windstar Cruises und Holland America Tours, sowie 1992 25 % an der Seaborn Cruise Line. Im darauffolgenden Jahr änderte die Gesellschaft dann ihren Namen und setzte 1997 den Wachstumskurs mit dem Kauf der italienischen Costa Crociere fort. 1998 gelang es der Carnival Corporation, die traditionsreiche britische Cunard Line zu übernehmen, als deren Muttergesellschaft Trafalgar House durch die norwegische Kvaerner-Gruppe zerschlagen wurde. Dabei wurden auch die restlichen 75 % an Seabourn übernommen.
Bereits 1988 stieg die Carnival Corporation über den Kauf der Pacific Interstate Airlines auch in das Geschäft mit Charterflügen ein. Das 1989 in Carnival Air Lines benannte Unternehmen flog unter anderem zwischen San Juan (Puerto Rico), Orlando, Miami und New York City. Im September 1997 wurde die Gesellschaft an die Pan Am Corporation, der Betreiberin der Fluggesellschaft Pan American World Airways verkauft. Zu rasche Expansion und das Auftreten ökonomischer Schwierigkeiten führten dann jedoch Anfang 1998 sowohl Carnival Air Lines als auch Pan Am in den Bankrott.

### Seit 2000
Als 2000 die Peninsular and Oriental Steam Navigation Company ihre Kreuzfahrtaktivitäten als P&O Princess Cruises plc ausgliederte, eröffnete das neue Unternehmen, damals die Nummer drei unter den weltweit größten Kreuzfahrtunternehmen, Fusionsverhandlungen mit der Nummer zwei, der Royal Caribbean Cruise Line. Mit dieser Fusion wäre ein neuer Marktführer entstanden, der Carnival als bislang unangefochtenen Marktführer deutlich verdrängt hätte. Die Carnival Corporation bot den Aktionären daraufhin 1,2 Milliarden US-Dollar, um die Gesellschaft stattdessen selbst zu übernehmen. Im April 2003 änderte P&O Princess Cruises plc ihren Namen in Carnival plc und die Unternehmen legten ihr Geschäft zusammen. In diesem Geschäft enthalten waren die Gesellschaften P&O Cruises, Princess Cruises, P&O Holiday, Swan Hellenic und die deutsche AIDA Cruises.
Im Frühjahr 2007 wurde die Marke Windstar Cruises an Ambassadors International, Inc. verkauft. Kurz darauf erwarb Lord Sterling, der ehemalige Vorsitzende der P&O Cruises alle Anteile an Swan Hellenic. Carnival hatte zuvor die Einstellung der ehemaligen P&O-Kreuzfahrtlinie geplant.
Im Oktober 2010 ging die neue Queen Elizabeth, deren Bau 2007 bei der italienischen Werft Fincantieri in Auftrag gegeben worden war, auf Jungfernfahrt, um die an die Investmentgesellschaft Istithmar nach Dubai verkaufte Queen Elizabeth 2 zu ersetzen.
Mit der am 27. April 2011 von der italienischen Werft Fincantieri übernommenen Carnival Magic wuchs die Flotte auf genau 100 Schiffe.
Am 13. Januar 2012 verlor die Reederei durch eine Kollision mit einem Felsen das von Kapitän Schettino geführte Kreuzfahrtschiff Costa Concordia, wobei mehr als 30 Menschen den Tod fanden.
Von 2015 bis 2017 sollen über 70 Schiffe mit einem „ECO-EGC“-System (Scrubbern) ausgestattet werden. Dies betrifft unter anderem 22 Schiffe von Carnival Cruise Line, 9 Schiffe der Holland-America-Line, 7 Schiffe der Princess Cruises, 3 Schiffe der Cunard Line, 10 Schiffe der AIDA Cruises und 6 Schiffe der Costa Crociere.
Am 26. März 2015 bestellte Carnival Corporation neun Kreuzfahrtschiffe, die zwischen 2019 und 2022 bei den Werften Fincantieri, Meyer Turku und der Meyer Werft gebaut werden sollen. Im Juni 2015 wurde bekannt, dass zwei der Neubauten 2019 und 2020 mit einer Vermessung von rund 180.000 BRZ für die Marke AIDA Cruises gebaut werden.
Im April 2016 nahm die Marke Fathom Cruises ihren Betrieb auf. Als einziges Schiff wurde bis Juni 2017 die Adonia, welche zuvor von P&O Cruises eingesetzt wurde, betrieben. Ende 2017 wurde die Marke wieder eingestellt. Im Sommer 2018 erwarb die Gesellschaft die touristische Bahnstrecke White Pass and Yukon Railway in British Columbia.
2019 wurde das Joint-Venture CSSC Carnival Cruise Shipping Limited auf dem chinesischen Markt eingeführt. Im September 2023 wurde die Minderheitsbeteiligung an Adora Cruises Limited („Adora Cruises“), ehemals CSSC Carnival Cruise Shipping Limited, veräußert.
Im Zuge der COVID-19-Pandemie verkleinerte das Unternehmen die Flotte kurzfristig um 18 Schiffe. Ältere und weniger effizientere Schiffe wurden verkauft und damit die Kapazität der Flotte um insgesamt 12 Prozent verringert. Zudem wurde die Ablieferung von Neubauten verzögert und auf Bestellungen von Neubauten wurde vorerst verzichtet.
Im Frühjahr 2024 verkündete Carnival die Bestellung zwei weiterer Schiffe der Excel-Klasse für Carnival Cruise Lines bei der deutschen Meyer Werft.
Am 23. Juli 2024 bestellte Carnival Corporation drei neue Schiffe für die Marke Carnival Cruise Lines mit einer Vermessung von rund 230.000 BRZ bei der italienischen Fincantieri-Werft. Die Schiffe sollen 2029, 2031 und 2033 geliefert und mit LNG betrieben werden. Mit rund 3.000 Kabinen werden die Schiffe bis zu 8.000 Passagiere bei Vollauslastung beherbergen können. Damit werden sie zu den weltweit größten Kreuzfahrtschiffen gehören.
Zum März 2025 wurde die Marke P&O Cruises Australia eingestellt. Die bisherigen Fahrgebiete der Marke werden von der Stammmarke Carnival Cruise Line übernommen. Diese übernimmt auch zwei der drei Schiffe von P&O Cruises Australia.
Carnival beteiligt sich an Trocken- und Schwimmdocks wie dem Grand Bahama Shipyard.

## Rechtsform und Firmensitz
Aufgrund ihrer Rechtsform als dual-listed Company wird die Carnival Corporation mit Sitz in Panama-Stadt und Hauptverwaltung in Miami, an der Börse in New York (NYSE), die Carnival plc mit Sitz in London, Vereinigtes Königreich, hingegen an der Londoner Börse (LSE) gehandelt.
Da die Carnival Corporation in Panama-Stadt registriert ist, unterliegt sie dem Steuerrecht Panamas: Dort fallen keine Gewinnsteuern auf Geschäfte an, die außerhalb des Landes getätigt wurden. Es werden keine Steuern auf Dividenden, Zinsen und Gebühren erhoben, die im Ausland entstanden sind. Auslandseinnahmen unterliegen nicht der Körperschaft- und Einkommensteuer.
Die Carnival plc dagegen ist in London registriert und muss somit Steuern nach britischem Recht entrichten.

## Marken

### Aktuell
- AIDA Cruises (seit 2003)
- Carnival Cruise Line
- Costa Crociere (seit 1997 bzw. 2000)[24]
- Cunard Line (seit 1998)
- Holland-America Line (seit 1989)
- P&O Cruises (seit 2003)
- Princess Cruises (seit 2003)
- Seabourn Cruise Line (seit 1998)

### Ehemalige
- Adora Cruises (2018–2023)
- Fathom Cruise Lines (2015–2019)
- Fiesta Marina Cruises (1993–1994)
- Ibero Cruceros (2007–2014)
- Ocean Village (2003–2010)
- P&O Cruises Australia (2003–2025)
- Swan Hellenic (2003–2007)
- Windstar Cruises (1989–2007)

## Kritik

### Wiederholte illegale Müllentsorgung
Im Jahr 2002 bekannte sich die Carnival Corporation schuldig, von 1996 bis 2001 Aufzeichnungen zur Entsorgung von veröltem Bilgewasser gefälscht zu haben. Damit einher ging eine Strafzahlung in Höhe von 18 Mio. USD. Ebenso wurde die Gesellschaft zu gemeinnütziger Arbeit verpflichtet und für die Dauer von 5 Jahren unter gerichtliche Beobachtung gestellt.
Für wiederholte illegale Entsorgung verölter Abfälle ins Meer und für die versuchte Verschleierung der Verstöße wurde die Princess Cruises Ltd im Jahr 2016 zu der bis dahin höchsten Strafe für vorsätzliche Umweltverschmutzung durch Schiffe, in Höhe von 40 Mio. USD verurteilt. Die Behörden gehen davon aus, dass eine illegale Entsorgung von Abfällen bereits seit 2005 gewohnheitsmäßig erfolgte. Ebenso wurden Schiffe der Princess Cruises Ltd und der Carnival Cruise Lines Inc erneut unter gerichtliche Beobachtung gestellt.
Für Verstöße gegen Auflagen aus dem Urteil von 2016 wurden die Carnival Corporation & plc. und ihre Tochtergesellschaft Princess Cruises Ltd im Jahr 2019 erneut zu einer Strafzahlung in Höhe von 20 Mio. USD verurteilt. Bei den Verstößen handelte es sich erneut um die illegale Entsorgung von Abfällen, Fälschung von Aufzeichnungen sowie versuchte Umgehung der gerichtlichen Überwachung durch den Einsatz von Reinigungsteams um Inspektionen zuvorzukommen.

### Schadstoffemissionen
2019 wurde eine Studie von Transport and Environment veröffentlicht, wonach Carnival im Jahr 2017 fast zehnmal so viele Schwefeloxide entlang Europas Küsten ausgestoßen haben soll wie alle Personenkraftwagen in Europa zusammen.

### Lob von der NGO Shipbreaking Platform zur Verschrottungspraxis ausgedienter Schiffe
2020 erhielt das Unternehmen Lob von der NGO Shipbreaking Platform aufgrund der Verschrottungspraxis ausgemusterter Kreuzfahrtschiffe und Zusammenarbeit mit der Bellona Foundation und Sea2Cradle.

### Steuersparmodelle
Eine Analyse der New York Times im Jahr 2011 ergab, dass die Carnival Corporation in den vorangegangenen fünf Jahren auf ihre Erträge durch die Nutzung von Steuersparmodellen – unter anderem ist die Carnival Corporation in Panama beheimatet – einen durchschnittlichen Steuersatz von 1,1 % zahlte. So erwirtschaftete der Konzern im Geschäftsjahr 2017 einen Umsatz in Höhe von 17,5 Milliarden US-Dollar, erzielte 2,67 Milliarden US-Dollar Gewinn und führte 60 Millionen US-Dollar Steuern ab.